# تافضنا
تافضنا (بالإنجليزية: TAFEDNA)‏ هي جماعة قروية تابعة لإقليم الصويرة ضمن جهة مراكش - تانسيفت - الحوز بالمغرب. بلغ مجموع عدد سكان  تافضنا حسب إحصاءات 2004 حوالي 5234 نسمة يعيشون في 889 أسرة.